# 衷崇寅
衷崇寅（16世紀—17世紀），字敬伯、又字天逸，江西南昌府南昌縣衷坊人，明朝政治人物。

## 生平
衷崇寅是萬曆四十六年（1618年）戊午科江西鄉試舉人，崇禎四年（131年）授武岡州學正，課士有方，教學不遺餘力，陞梧州推官，判案明慎，案無留牘，多次平反大獄，舊例府僚會負責廠務三個月，他以明刑不應攝理錢榖事推辭，後官至雲南知府。

## 引用
1. 1 2  民國《南昌縣志·卷三十三·人物志四》：衷崇寅，字敬伯，衷坊人，由舉人司李梧州，案無留牘，讞大獄多所平反，舊例府僚歲理廠務三月，崇寅力辭，以為明刑不當攝錢榖事，其清介如此，官至雲南知府。
2. ↑  民國《南昌縣志·卷二十二·選舉志三》：科第下……明……萬曆四十六年戊午鄉試……衷崇寅 字敬伯，一字天逸，衷坊人，詳傳
3. ↑  嘉慶《武岡州志·卷十九·政績畧》：時崇正朝學正以賢稱者有衷崇寅、董九功、任宏震、臧餘愷四人，崇寅，南昌人，性端愿，課士有方，聞人一善，津津樂道，嘉與來學不遺餘力，陞梧州府推官。
4. ↑  同治《梧州府志·卷十五·宦蹟下》：衷崇寅，南昌人，崇禎九年任梧州推官，公明敬慎，案無留牘，每一事必洗心滌慮究悉周詳，故大獄多所平反，常自謂：「敕罰之司，稍涉輕率則故入故出之，咎不能自免於心。」舊例府僚歲理廠務一季，崇寅以職司明刑不關錢穀辭讓之，其清介有足稱者。